# Sparkassen Cup 1998
Lo Sparkassen Cup 1998 è stato un torneo femminile di tennis giocato sul sintetico indoor. È stata la 9ª edizione del torneo, che fa parte della categoria Tier II nell'ambito del WTA Tour 1998. Si è giocato a Lipsia in Germania, dal 2 all'8 novembre 1998.

## Campionesse

### Singolare
Steffi Graf ha battuto in finale  Nathalie Tauziat con il punteggio di 6–3, 6–4

### Doppio
Elena Lichovceva /  Ai Sugiyama hanno battuto in finale  Manon Bollegraf /  Irina Spîrlea con il punteggio di 6–3, 6–7, 6–2